# Pidhorodne
Pidhorodne (ukrajinsky Підгородне; rusky Подгородное, Podgorodnoje) je město v Dniperském rajónu v Dněpropetrovské oblasti na Ukrajině. Leží na řece Samaře ve vzdálenosti patnáct kilometrů severně od Dnipra a má přibližně 19 tisíc obyvatel. Přes Pidhorodne vede evropská silnice E50.
Během druhé světové války bylo město od srpna 1941 do září 1943 obsazeno německou armádou.